# Unda

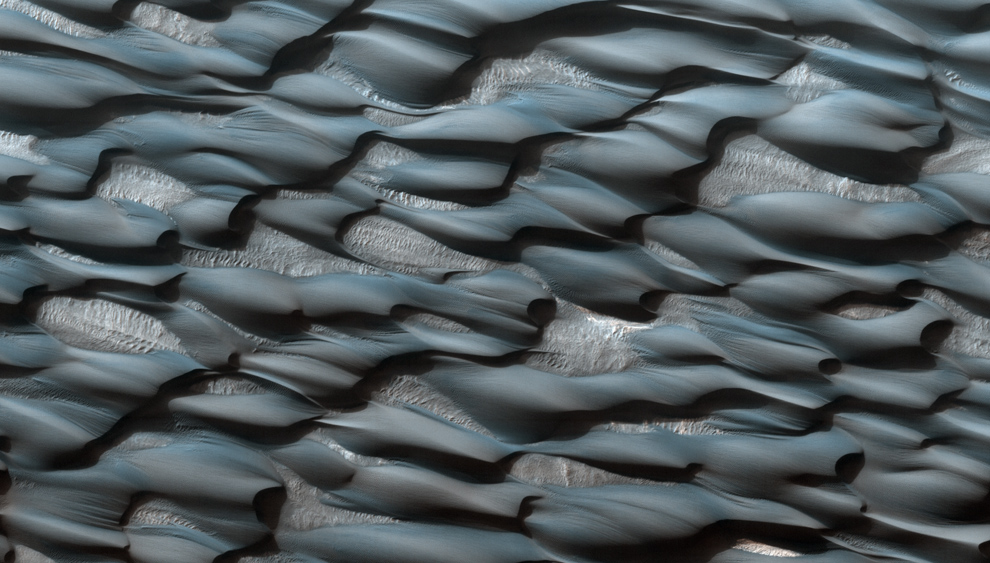
Abalos Undae op Mars

Unda (meervoud: undae) is in de planetaire nomenclatuur een geologische formatie met een golvende vorm, zoals zandduinen in een woestijn, op het oppervlak van een buitenaards lichaam, zoals een planeet of maan.
Unda is een Latijns woord dat "golf" betekent. Dergelijke structuren zijn aanwezig op de planeten Mars en Venus en Titan, een maan van Saturnus.

## Undae op Venus
- Al-Uzza Undae
- Menat Undae

## Undae op Mars
- Abalos Undae
- Aspledon Undae
- Hyperboreae Undae
- Ogygis Undae
- Olympia Undae
- Siton Undae

## Undae op Titan
- Aura Undae
- Boreas Undae
- Eurus Undae
- Notus Undae
- Zephyrus Undae